# 1544 Pułk Rakietowy
1544 Pułk Rakietowy (ros. 1544-й зенитный ракетный полк) – samodzielny oddział Sił Zbrojnych Federacji Rosyjskiej w składzie 54 Korpusu 6 Armii Zachodniego Okręgu Wojskowego.
Siedzibą sztabu i dowództwa pułku jest Władimirski Łagier.